# Gorrión (telenovela)
Gorrión es una telenovela peruana que fue coproducida por Humberto Polar Delgado y Teletaller S. A. para Panamericana Televisión. Y fue exhibida entre los años 1994 y 1995. Basada en una historia original del reconocido dramaturgo argentino Abel Santa Cruz y bajo la adaptación libre del guionista Fernando Barreto.
Fue protagonizada por Christian Meier y Marisol Aguirre, el amor que se profesaban en la teleserie trascendió de las pantallas a la vida real. Se casaron en 1995 y tuvieron tres hijos. En el 2007, el matrimonio terminó en divorcio.
Con las participaciones antagónicas de Martha Figueroa, Mari Pili Barreda, Antonio Arrué y Marcelo Oxenford, con las participaciones estelares de Leonardo Torres Vilar, Etty Elkin, Hernán Romero, Elvira de la Puente y Celine Aguirre y la participación de la primera actriz Delfina Paredes. Además de Karen Dejo que realizó su debut como actriz.

## Trama
La telenovela cuenta la historia de Lucía Morelli (Marisol Aguirre), apodada «Gorrión». Una joven de escasos recursos que se disfraza de hombre para trabajar como repartidor de víveres de un comercio y así mantener a su abuela y su hermano pequeño. 
Debido a su trabajo, llega a la casa de la familia Maidana; allí conoce a Gabriel Maidana (Christian Meier), hijo único de la familia, de quien se enamora. Sin embargo, Gabriel, en ese momento, está comprometido para casarse con Susana Valdeavellano (Mari Pili Barreda).

## Elenco
- Marisol Aguirre como Lucía Morelli, Gorrión/Lucio «Gorrión»
- Christian Meier como Gabriel Maidana
- Mari Pili Barreda como Susana Valdeavellano
- Elvira de la Puente como doña Celia de Maidana
- Hernán Romero como don Aníbal Maidana
- Orlando Sacha como don Bernardo
- Martha Figueroa como Estela Valdeavellano
- Celine Aguirre como Gianella
- Carlos Thornton como Lalo
- Lorena Caravedo como Camila
- Leonardo Torres Vilar como Javier/Lechuga
- Alejandro Anderson como François
- Etty Elkin como Benita
- David Elkin como don Gino
- Rochi Lasarte como doña Raquel
- Delfina Paredes como Elena
- Ivonne Barriga como Gina
- Marcello Rivera como Frito
- Renato Gianoli como Juanjo
- Eugenia Ende como Vidalina
- Antonio Arrué como Mascafierro
- Carlos Gassols como don Saravia
- Isabel Duval como Rosa Grande
- Silvia Chávez como  Rosa Chica
- Herta Cárdenas como Griselda
- Luis Carlos Herrera como Coquito
- Baldomero Cáceres
- Ismael Contreras
- Marcelo Oxenford
- Willy Noriega como Luis
- Karen Dejo como la doméstica de la Familia Maidana

## Versiones
Gorrión está basada en la novela argentina Me llaman Gorrión, de Abel Santa Cruz. De esta se han realizado varias versiones para la televisión iberoamericana como las siguientes:
- Me llaman Gorrión, telenovela peruana producida por Panamericana Televisión, emitida en 1973, protagonizada por Regina Alcóver.
- Me llaman Gorrión, telenovela argentina producida por Canal 9, emitida en 1972, fue protagonizada por Beatriz Taibo.
- Mi pequeña traviesa, telenovela mexicana producida por Televisa, en 1998, fue protagonizada por Michelle Vieth y Héctor Soberón.
- Pequena Travessa, telenovela brasileña producida por SBT, en el año 2002, fue protagonizada por Bianca Rinaldi y Rodrigo Veronese.
- Niña de mi corazón, telenovela mexicana producida por Televisa, en el año 2010, fue protagonizada por Paulina Goto y Erick Elías.